# Varmeregulering
Varmeregulering er indenfor zoologi en organismes evne til, at holde sin kropstemperatur inden for visse grænser, selv når den omgivende temperatur er meget forskellig fra kroppens. Varmeregulering ses hos pattedyr, fugle og til dels hos vekselvarme dyr. Reguleringen kan ses som er et aspekt af homøostase: en dynamisk tilstand af stabilitet mellem kroppens indre og ydre miljø. Studiet af sådanne processer i zoologi kaldes økofysiologi eller fysiologisk økologi.
En konstant legemstemperatur forudsætter, at varmetilførslen er lig med varmetabet. At have en konstant legemstemperatur gør dyrene uafhængige af omgivelsernes temperatur. Dette kaldes også at være varmblodet eller ensvarme.

Legemstemperaturen reguleres af tre dele: en receptordel, en effektordel samt et koordinerende center. Receptordelen består af termoreceptorer, som registrerer kroppens udvendige (huden) og indvendige temperaturer, hvor de varme temperaturer registreres af varmereceptorer, og de kolde temperaturer registreres af kuldereceptorer. Disse receptorer sender signaler til hjernens hypothalamus, som har til opgave at regulere kroppens temperatur. Nervecellerne i termoreguleringscentret sammenligner de informationer, der modtages fra receptorerne, med en indre standard, der hos mennesket er 37 °C.
Hvis kroppen ikke er i stand til at opretholde en normal temperatur, og den stiger betydeligt over det normale, opstår en tilstand, der kaldes hypertermi (se Hedeslag). Den modsatte tilstand, når kropstemperaturen falder under det normale niveau, kaldes hypotermi.

## Ved for lav temperatur
Hvis temperaturen bliver for lav, kan centret sende nerveimpulser ud til ringmuskulaturen i hudens arterioler, som trækker sig sammen. Dermed mindskes blodgennemstrømningen gennem huden, hvilket mindsker varmeafgivelsen til omgivelserne.
Hypothalamus vil også øge aktiviteten i skeletmuskulaturen, hvilket fører til kulderystelser. Musklernes sammentrækninger vil på få sekunder få kroppens varmeproduktion til at stige til det firedobbelte.
Endelig vil tilpasningen til kulden føre til påvirkning af sekretionen af thyroxin, som sætter stofskiftet i vejret – derved også varmeproduktionen.

## Ved for høj temperatur
Hvis temperaturen bliver for høj, kan hypothalamus sende nerveimpulser ud til ringmuskulaturen i hudens arterioler, som derved slapper af. Dermed åbner ateriolerne sig (huden bliver rød). Dette medfører en større varmeafgivelse til omgivelserne.
Samtidig vil svedproduktionen stige, hvis den indre kropstemperatur stiger blot 1 grad. Når sveden fordamper, fjernes varmen fra hudens overflade.
Skeletmuskulaturen slapper også mere af i varme omgivelser, hvilket også mindsker varmeproduktionen.

## Feber
Se hovedartikel: Feber
Feber optræder som en stigning i legemstemperaturen. Bakterier og vira får hvide blodlegemer til at udskille stoffer i blodet, som virker som pyrogener. Disse stoffer ændrer indstillingen for den indre standard til fx 40 grader, hvorefter kroppen vil regulere sig selv via de førnævnte mekanismer, således at den indre temperatur bliver 40 grader.